# Alive (chanson des Black Eyed Peas)
Pour les articles homonymes, voir Alive.
Pistes de The E.N.D.
I Gotta Feeling Missing You
Alive est une chanson du groupe The Black Eyed Peas issue de leur album The E.N.D.. La piste se plaça numéro 65 au Canadian Singles Chart et 88 au UK Singles Chart. La chanson est sortie le 23 mai 2009 au Royaume-Uni, le 25 mai en Australie et le 26 mai sur iTunes. Il s'agit du second single promotionnel extrait de l'album, sorti dans le cadre du « The Countdown to The E.N.D. » (soit un compte à rebours), le premier étant Imma Be et le deuxième Meet Me Halfway qui sortiront plus tard en tant que singles commerciaux.

## Composition
Will.i.am s'est exprimé à propos de la piste : « Alive est une chanson d'amour, à propos d'une relation, lorsqu'une personne vous fait sentir « renouvelé(e) », quand cette personne que vous aimez vous fait sentir que plus rien n'est négatif dans le monde, Alive, Je suis tellement fier de la production de cette musique, le plus interessant est de faire attention aux couches, aux textures et aux éléments utilisés,  bref j'adore cette chanson. »

## Liste des pistes
| 1. | Alive (Album Version) | 5:04 |

## Crédits
- Voix – Will.i.am, apl.de.ap, Fergie, Jaime Gomez
- Composition – Will.i.am, apl.de.ap, Fergie, Taboo Keith Harris, Ricky Walters
- Production – Will.i.am
- Guitare – Josh Lopez
- Basse – Caleb Speir
- Piano & Synths – will.i.am

Source.

## Classements
| Chart (2009)                     | Meilleure position |
| -------------------------------- | ------------------ |
| Canada Singles Top 100           | 62                 |
| Japan Hot 100                    | 79                 |
| UK Singles Chart                 | 88                 |
| U.S. Billboard Digital Songs     | 74                 |
| Billboard Bubbling Under Hot 100 | 2                  |

## Historique des sorties
| Region      | Date        | Format                   |
| ----------- | ----------- | ------------------------ |
| Royaume-Uni | 23 mai 2009 | Téléchargement Numérique |
| Australie   | 25 mai 2009 | Téléchargement Numérique |